# Ющик, Микола
Микола Ющик (словац. Mikuláš Juščík, 15 февраля 1948) — словацкий политик, бывший депутат парламента от Коммунистической партии Словакии (в 2002-2006 годах). 
Родился в селе Габура в украинской семье. В 2002 году был в числе 11 депутатов-коммунистов, в первый и последний раз избранных в Народный совет Словакии. Был членом парламентского комитета охраны природы. В 2006 году не был переизбран в парламент. В настоящее время является старостой полутысячного села Габура Медзилаборецкого района.